# Trachypithecus cristatus
Trachypithecus cristatus (Лутунг посріблений) — вид приматів з роду Trachypithecus родини мавпові. Видова наукова назва походить від латинського слова англ. crista, котре означає гребінь посилаючись на пучок хутра на верхній частині голови.

## Опис
Досягає довжини тіла 46-56 сантиметрів, хвіст у 63-84 сантиметрів значно довший тіла. Самці в середньому 6,6 кг і значно важчі, ніж самиці в 5,7 кг. Хутро цих тварин забарвлене в темно-сіре, кінчики волосся світліші, сріблясті. Лице чорне. На голові припідняте волосся. Кінцівки довгі. Новонароджені значно відрізняються, так як вони мають примітне яскраво-оранжеве хутро з білими руками, ногами та обличчям. Шкіра стане чорною протягом кількох днів після народження, у той час як помаранчеве хутро набуває кольору дорослих після за 3—5 місяців. 

## Поширення
Країни проживання: Бруней-Даруссалам; Індонезія; Малайзія. Населяє прибережні й мангрові ліси й у різних первинних і вторинних видах лісів, в тому числі річкові, болотні, гірські. Він зрідка зустрічаються на плантаціях.

## Стиль життя
Цей вид в основному листоїдний, листя, становлять від 60 до 80% раціону. Тим не менш, він також харчується фруктами, насінням, квітами і молодими пагонами. Ці примати є денними і деревними. Вони живуть в гаремних групах, що складаються з одного самця, кількох самиць і потомства. Решта самців часто живуть поодиноко.  Групи є територіальними і дуже агресивні до інших груп. Конфлікти відіграють гучними криками, в разі необхідності, також ударами і укусами. Холостяки часто намагаються захопити контроль над гаремними групами. Відомі хижаки: Canis, Neofelis nebulosa, Panthera tigris, Python reticulatus.

## Життєвий цикл
Спарювання може відбуватися протягом усього року. Приблизно через шість місяців вагітності, самиця народжує зазвичай одне дитинча. Не тільки мати, але й інші самиці групи піклуються про молодих тварин. Вони носять його, граються і обнімають його. Статева зрілість відбувається в чотири-п'ять років, самці повинні залишити рідну групу в цей час. У неволі, максимальна тривалість життя становить 29 років. Тварини в дикій природі зазвичай живуть близько 20 років, хоча через труднощі у створенні постійних спостережень у дикій природі, точна тривалість життя в дикій природі, невідома.

## Загрози та охорона
Низовинні місця проживання перебувають під загрозою через розчищення земель (особливо для плантацій олійних пальм) і лісові пожежі. Тварини потерпають від полювання та торгівлі тваринами. Занесений в Додаток II СІТЕС. Зустрічається, як відомо, принаймні в чотирьох охоронних територіях: англ. Bukit Barisan Selatan National Park, англ. Gunung Leuser National Park в Індонезії, й англ. Bako National Park і англ. Taman Negara National Park у Малайзії.